# 東區體育會
東區體育會（英語：Eastern District Sports Association）屬下的足球隊，代表東區區議會參加香港足總賽事，現時於香港超級聯賽角逐。

## 球隊歷史
香港足球總會依照荷蘭足球顧問報告，改革乙丙組賽事，吸納地區球隊並促使球員年輕化，藉以提昇香港足球運動水準，與香港各區區議會合作，於2002年成立香港丙組(地區)聯賽，首屆賽事只有11個區議會派隊參賽，加上香港學界及香港08共13隊參賽，東區體育會於首屆即有派隊，代表東區區議會參賽。翌屆，全香港18個區議會均有派隊。
2008-09年度球季，於香港丙組(地區)聯賽以4勝0和10負得12分的成績，位列聯賽榜第13位。
2009-10年度球季，聘得前香港足球代表隊門將高志超擔任守門員教練，惟球隊成績卻每況愈下，全季13戰1勝1和11負只得4分，僅憑較佳得失球壓倒同分的灣仔，於14支球隊中名列第13位。
2010年6月21日，英超勁旅阿仙奴宣布，與東區體育會合作，成立阿仙奴足球學校香港分校，並聘得前香港足球先生陳炳安擔任技術總監。2010-11年度球季，透過阿仙奴足球學校香港分校，獲得前香港足球先生譚兆偉擔任球隊教練，成績獲得改善，獲得香港丙組(地區)聯賽第7名。
於2011年舉行第三屆全港運動會，東區於新增設的項目五人足球賽，勇奪金牌。譚兆偉於2011-12年度球季繼續擔任教練，並註冊為球員，帶領東區以14戰7勝3和4負得24分，獲得最後一屆香港丙組(地區)聯賽亞軍，是球隊歷來最佳成績。
東區於2015-16年度球季獲標記樂園贊助，成功邀得曾於甲組聯賽打滾的亞古沙、盧加路等好手加盟，並以聯賽亞軍的身份升上甲組，朱國良更以17個聯賽入球成為該季神射手。
2020年9月14日，獲東區區議會通過繼續代表東區參賽，並獲批20萬撥款，高志超豪言三年升港超。
2020–2021年球季簽入中堅陳偉豪及前鋒陳肇麒。
2021–2022年球季簽入龍門李溢晉及前鋒楊迪琛。
2023–2024年球季黃子俊回巢簽中鋒施素高。
東區近年戰績起伏，但今季有「港超腳」黃子俊回巢及接收東方U22年青中場球員黃偉駿，以及簽下北區「長矛」施素高和巴西籍新援中堅域陀，加上舊援華仙、李嘉進和「雙陳組合」陳偉豪及陳肇麒留隊，更邀得擁有Pro License的前晉峰主帥艾斯達維出任球會新任技術總監，統籌U12、U16、U18及甲組隊的青訓發展工作，令甲組隊教練盧志軒在新一季得到強大助力，難怪東區在新一季趾高氣揚，劍指三甲。
上季聯賽以25戰9 勝4和 12負得31分排聯賽榜第九，初級足總盃獲殿軍的東區，今季班費較去年一百萬增添30％，東區體育會副主席高志超表示﹕「由於今季會盡用三名外援名額，故使費有所增長，其中施素高的加盟及黃子俊的回歸，配合斯里蘭卡國腳級外援華仙、中場李嘉進及新加盟的左閘雷文迪，令球隊的進攻能力大增，雖然後防主將李思豪離隊使球隊防線有所削弱，惟陳偉豪明言新一季將爭取到場比賽，甚致陳肇麒也可能改任中堅，加上有新援中堅域陀可用，令球隊在組合上還有更多選擇，況且還有身經百戰的利偉倫及鄒嘉華用，相信球隊後防經時間磨合後可經得起考驗。另外，球隊今季保留了上季所有U22球員，以及新任技術總監艾斯達維將會負責球會各梯隊發展及銜接，甚致甲組隊的運作也會給予意見，相信有助主教盧志軒在工作領域及球隊戰績上作出突破。」
東區新援域陀年僅20歲，來港前曾於蒙古發展，他乃前公民外援安歷基的胞弟，在其兄長的引荐下，獲東區一紙合約，域陀擁有身高及活力優勢，但欠職業賽經驗。
東區今季、職球員名單如下﹕技術總監艾斯達維，教練盧志軒、球員﹕2.蔣駿、3.域陀、4.戴佳城、5.謝程朗、6.周焯謙、7.陳肇麒、8.林俊垣、9.施素高、10.黃子俊、11.曾梓軒、12.李嘉進、13.華仙、15.陳偉豪、17.利偉倫、18.余建樑、19.陸湛軒、20.黃偉駿、21.楊迪琛、22.曾梓軒、23.鄒嘉華、27.陳民欣、33.雷文迪、38.葉凱倫、77.蔡健樂、88.郭浩霖、94.溫敬堯、95.吳梓軒、49.陳樂珩、99.徐展宏。

### 24–25球季
球季東區足球隊的班費為三百萬港元，將繼續征戰甲組。儘管主將李嘉進已轉投中西區，且兩名出席率極低的球員陳偉豪及陳肇麒未在留隊名單中，東區卻陸續引入了多名具備經驗和實力的球員，當中包括港超門將雲天樂。
此外，永義的兩名主力球員陳廣豪及羅賓士高也將身披東區戰袍，意味著他們將在新賽季繼續合作。此外，有兩名新援及上季效力西貢的大衛佐敦也參與了試腳，顯示東區在組建陣容上擁有多種選擇，甚至出現了一定程度的選人困境。
東區主帥艾歷士還聘用了巴西中堅阿里遜。大衛佐敦在友賽中被安排踢兩節，需在獲得香港特區護照後才能獲得東區的合約，因為目前兩個外援名額已預留給舊將華仙及施素高。
隨著新兵的加入，東區的陣容與留隊的李威廉、北村祝、郭浩霖、曾梓軒、利偉倫、余建樑、溫敬堯、李浩和及鄒嘉華等舊將相結合，實力已相當不俗。就在外界認為東區可望成軍之際，近日又傳出兩名曾效力港會及傑志的白星馳及溫俊即將加盟。
2025年1月2日，東區宣佈簽入中堅基藍馬。
2025年3月陣容:利偉倫，溫俊，溫敬堯，翁嘉禧，黃政德，陳廣豪，鹿汶浠，葉凱傑，郭子楷，馬筵知，週焯謙，安達，屠俊翹，基藍馬，奧恩博，鷹取聖，余毅行，史葛羅拔，梁耀軒，曾梓軒，佘建樑，華仙，吳梓軒，施素高，郭浩霖，李威廉，北村祝，佐敦布朗，彭林煒，陸湛軒，蔡健樂，陳民欣，林俊垣，尤朗，曾偉忠之子曾梓軒，鄒嘉華。
2025年6月中五人賽足總盃在石硤尾公園體育館由老將鄒嘉華帶領勝駒騰足球會7比6拿下冠軍。

### 25–26球季
東區於2025年6月向足球總會入纸申請升班港超，2025年7月5日，足總確認東區已通過審批程序，獲批升班出戰來季港超。
2025年7月10日，東區宣佈委任吳偉超出任主教練，負責帶領球隊出戰升班後的首個港超賽季。 7月23日，東區官宣簽入5名新球員，包括曾效力傑志的門將保羅、艾里奧、里奧、顧斌、外借加盟的張憙延。而艾里奧兼任助教兼球員。

## 球隊主場
- 港超比賽場地(小西灣運動場)

## 球會榮譽
| 榮譽                       | 次數        | 年度           |
| 本 土 聯 賽                | 本 土 聯 賽 | 本 土 聯 賽    |
| -------------------------- | ----------- | -------------- |
| 丙組（地區）聯賽 亞軍      | 1           | 2011-2012年    |
| 乙組聯賽 亞軍              | 1           | 2015-2016年    |
| 本 土 盃 賽                |             |                |
| 全港運動會（五人足球）金牌 | 2           | 2011年, 2015年 |

## 職球員名單

### 管理層名單
- 民政事務署代表：黎旨軒
- 區議會代表：周致人、植潔鈴
- 榮譽贊助人：陳尚文
- 榮譽顧問：施永青，馬逢國，葉劉淑儀
- 球會榮譽會長：阿里
- 球會首席會長：林世雄
- 球會會長：蔡志忠，廖宜春，沈慧林
- 球會副會長：
- 球會主席：楊位醒
- 法律顧問：劉世民
- 球會秘書長：陳國樑
- 醫務顧問：容樹恒教授
- 球會顧問：陳炳安
- 球會總監：高志超
- 球會副總監：蘇偉文
- 青訓合作單位：阿仙奴足球學校
- 球會贊助商：三昇集團
- 球衣贊助商：Kelme

### 職員名單
- 行政總監：司徒文俊
- 主教練：吳偉超
- 助理教練：艾里奥、安達、Raúl Coloma
- 體能教練：溫俊
- 守門員教練：高志超
- 技術總監：朱志光
- 技術分析師：郭駿林
- 青訓總監：Raul Coloma
- U22主教練：Alex Roca
- U18主教練：基藍馬
- U16主教練：溫俊
- U14主教練：利偉倫
- U13主教練：陳炳安
- U12主教練：高志超
- 五人足球隊主教練：曾偉忠
- 球會行政主任：
- 球會行政助理：
- 球會兼職記者：馮堅成

### 球員名單(2025年一2026年）
| 球員註冊類別 | 球員註冊類別     |
| ------------ | ---------------- |
|              | 外援             |
|              | 多重國籍本地球員 |
|              | U-22青年球員     |

| 號碼   | 國籍       | 球員名字                                 | 位置             | 出生日期       | 加盟年份 | 前效力球會       | 球員註冊身份 | 備註     |        |
| 守門員 | 守門員     | 守門員                                   | 守門員           | 守門員         | 守門員   | 守門員           | 守門員       | 守門員   | 守門員 |
| ------ | ---------- | ---------------------------------------- | ---------------- | -------------- | -------- | ---------------- | ------------ | -------- | ------ |
| 1      | 香港       | 保羅（Paulo Cesar da Silva Argolo）      | 守門員           | 1986年3月27日  | 2025年   | 中西區           |              | 新加盟   |        |
| 95     | 香港       | 吳梓軒（Ng Tsz Hin）                     | 守門員           | 1995年8月20日  | 2016年   | 灝天黃大仙       |              |          |        |
| 後衛   |            |                                          |                  |                |          |                  |              |          |        |
| 3      | 巴西       | 基拿美（Guilherme Kayron）               | 中堅             | 2003年1月14日  | 2025年   | 均業北區         | 外援         | 新加盟   |        |
| 4      | 蒙古国     | 奧恩博（Oyuntuta Oyunbold）              | 右閘／右中場     | 2001年11月11日 | 2025年   | 深水埗           | 外援         |          |        |
| 5      | 香港       | 艾里奧（Hélio José de Souza, Gonçalves） | 中堅             | 1986年1月31日  | 2025年   | 傑志             |              | 新加盟   |        |
| 13     | 中華臺北   | 簡柏庭（Martin Baudelet）                | 中堅／右閘       | 2003年1月3日   | 2025年   | 麥吉爾大學       | 外援         | 新加盟   |        |
| 22     | 香港       | 黃朗嘉（Wong Long Jaa）                  | 右閘／左閘       | 2007年1月30日  | 2025年   | 理文             |              | 新加盟   |        |
| 47     | 香港       | 葉凱傑（Yip Hoi Kit）                    | 左閘             | 2004年9月29日  | 2024年   | 中西區           |              |          |        |
| 74     | 香港       | 白星馳（Jordon Brown）                   | 左閘／左中場     | 1994年2月10日  | 2024年   | 傑志             |              |          |        |
| 77     | 日本       | 鷹取聖（Seito Takatori）                 | 中堅             | 2002年7月2日   | 2025年   | 自由身           | 外援         |          |        |
| --     | 巴西       | 法華利（Matheus Favali）                 | 右閘／中堅       | 1996年7月17日  | 2025年   | 多恩比恩         | 外援         | 新加盟   |        |
| 中場   |            |                                          |                  |                |          |                  |              |          |        |
| 8      | 香港       | 林俊垣（Lam Chun Woon）                  | 中場             | 2003年1月6日   | 2021年   | 青年軍           |              |          |        |
| 10     | 中国       | 顧斌（Gu Bin）                           | 左中場／進攻中場 | 1991年11月10日 | 2025年   | 東方龍獅         | 外援         | 新加盟   |        |
| 19     | 香港       | 陸湛軒（Luk Cham Hin）                   | 中場             | 2003年7月28日  | 2021年   | 青年軍           |              |          |        |
| 37     | 香港       | 徐竟柔（Tsui King Yau）                  | 左中場／右中場   | 2006年7月17日  | 2025年   | 駿英九龍城       |              | 新加盟   |        |
| 44     | 香港       | 黃政德（Wong Ching Tak）                 | 左中場／中場     | 2002年3月4日   | 2024年   | 晉峰             |              |          |        |
| 70     | 香港       | 馬筵知（Ma Yin Zi Oscar）                | 中場             | 2002年10月2日  | 2024年   | 自由身           |              |          |        |
| 72     | 香港       | 翁嘉禧（Yoong Ka Hei）                   | 中場             | 2004年10月16日 | 2024年   | 晉峰             |              |          |        |
| 73     | 香港       | 郭子楷（Kwok Tsz Kaai）                  | 中場／防守中場   | 1996年12月26日 | 2024年   | 香港U23          |              |          |        |
| 89     | 香港       | 歐陽耀冲（Au Yeung Yiu Chung）           | 進攻中場／右中場 | 1989年7月11日  | 2025年   | 宇宙之猩         |              | 新加盟   |        |
| --     | 塞尔维亚   | 安迪（Aleksander Andric）                | 進攻中場／中場   | 2001年3月11日  | 2025年   | 蘇爾欽伊德尼斯托 | 外援         | 新加盟   |        |
| --     | 巴西       | 般奴路爾斯（Bruno Luiz）                 | 防守中場／中堅   | 1999年3月18日  | 2025年   | 帕拉納瓦伊       | 外援         | 新加盟   |        |
| 前鋒   |            |                                          |                  |                |          |                  |              |          |        |
| 9      | 巴西       | 里奧（"Leo" Peres, Leonardo Jose）       | 中鋒             | 1992年4月7日   | 2025年   | 港會             | 外援         | 新加盟   |        |
| 11     | 刚果共和国 | 施素高（Tiekoro Sissoko）                | 中鋒             | 1997年4月16日  | 2023年   | 均業北區         | 外援         |          |        |
| 13     | 斯里蘭卡   | 華仙（Ahmed Waseem Razeek）              | 右翼／左翼       | 1994年9月13日  | 2023年   | 自由身           | 外援         |          |        |
| 17     | 香港       | 張憙延（Chang Hei Yin, "Marcus"）        | 左翼／右翼       | 2000年4月6日   | 2025年   | 理文             |              | 外借加盟 |        |
| 21     | 香港       | 林智豐（Lam Chi Fung）                   | 右翼／前鋒       | 2001年12月30日 | 2025年   | 香港U23          |              |          |        |
| 33     | 香港       | 蘇沙（Wellingsson Paixao de Souza）      | 左翼／前鋒       | 1989年9月7日   | 2025年   | 中西區           |              | 新加盟   |        |

## 曾效力球員

### 本地球員
| 東區體育會曾效力球員 - 本地球員 | 東區體育會曾效力球員 - 本地球員 | 東區體育會曾效力球員 - 本地球員 | 東區體育會曾效力球員 - 本地球員 | 東區體育會曾效力球員 - 本地球員 | 東區體育會曾效力球員 - 本地球員 | 東區體育會曾效力球員 - 本地球員 | 東區體育會曾效力球員 - 本地球員 |
| ------------------------------- | ------------------------------- | ------------------------------- | ------------------------------- | ------------------------------- | ------------------------------- | ------------------------------- | ------------------------------- |
| 杜瀚滔                          | 文彼得                          | 廖偉業                          | 葉嘉宇                          | 李家豪                          | 雷文迪                          | 李嘉進                          | 李溢晉                          |
| 陳港斌                          | 陳偉豪                          | 陳肇麒                          | 雲天樂                          | 基藍馬                          |                                 |                                 |                                 |

### 外援球員
| 里奧 | 法蘭度 |

## 外部連結
- 東區體育會的Facebook專頁
- 東區體育會的Instagram帳戶
- 香港足球總會網頁球會資料 （页面存档备份，存于）